# Ermanno Rizzacasa
Ermanno Rizzacasa (Tripoli, 1914 – Rudo, 23 dicembre 1941) è stato un militare italiano, insignito della medaglia d'oro al valor militare alla memoria nel corso della seconda guerra mondiale.

## Biografia
Nacque a Tripoli nel 1914, figlio di Umberto e Silvia Pozzi. Conseguita la laurea in giurisprudenza presso l'Università di Roma, il 14 luglio 1938 venne ammesso a frequentare la Scuola allievi ufficiali di Bassano del Grappa, per la specialità alpina, e il 22 dicembre ottenne la nomina ad aspirante. Assegnato in servizio 11º Reggimento alpini e promosso sottotenente di complemento, venne posto in congedo l'11 agosto a guerra già iniziata. Richiamato in servizio attivo nel febbraio 1941, poco più di un mese dopo, partì per l'Albania dove venne assegnato al battaglione alpini "Val Natisone" dell'8º Reggimento alpini facente parte del I Gruppo alpini "Valle".
Il 23 dicembre la 216ª Compagnia rinforzata di alpini del "Val Natisone" partì da Višegrad per ricongiungersi a Rudo con altre due compagnie della 5ª Divisione alpina "Pusteria" che provenivano da Priboj. Dopo 30 km di marcia sotto la pioggia e il nevischio all'imbrunire del 22 dicembre la compagnia giunse nel piccolo villaggio di Gaucici, dove fu accerchiata da preponderanti forze ribelli. Le informazioni raccolte sul territorio davano per certa la concentrazione di formazioni partigiane e il comandante del reparto, capitano Ernesto Contro, avvertì il comando del pericolo. La risposta fu di "attendere istruzioni".  All'alba del 23 dicembre le forze ribelli attaccarono in massa, e il plotone del tenente Angelo Bascapè fu subito accerchiato e, con pesanti perdite, dovette ritirarsi per raggiungere il resto della compagnia. Una volta riunita la compagnia si asserragliò nella locale scuola, resistendo, nonostante gli inviti alla resa, fino all'esaurimento delle munizioni. Il capitano Contro decise allora di arrendersi, e gli alpini fatti prigionieri vennero condotti a Rudo, trasportando i loro feriti, dove giunsero la sera de 23 dicembre. A quel punto i prigionieri italiani furono separati: soldati e graduati da una parte, sottufficiali e ufficiali dall’altra, questi ultimi destinati alla fucilazione qualora non fossero entrati a far parte delle file dei partigiani. Il capitano Contro e il sottotenente Angelo Bescapé rifiutarono, insieme ai sergenti Mario Bertuol, Ferroni e Vicentini, e andarono incontro alla morte. A essi si aggiunse anche il sottotenente Ermanno Rizzacasa il quale, avendo la divisa a brandelli, non era stato identificato come ufficiale. Vedendo il destino dei propri colleghi, Rizzacasa uscì dal gruppo dei soldati e si presentò al comandante partigiano come ufficiale, nonostante i suoi uomini cercassero di trattenerlo. Alle 23:30 del 24 dicembre i cinque prigionieri vennero condotti dietro la chiesa, e fucilati uno alla volta.

### Fonti
1. ↑  Gruppo Medaglie d'Oro al Valore Militare 1965, p. 775.
2. ↑  Combattenti Liberazione.
3. 1 2 3  Bianchi, Cattaneo 2011, p. 329.
4. 1 2 3 4 5 6 7 8 9 10 11  Faldella 1956, p. 1.
5. ↑   Rizzacasa, Ermanno, su quirinale.it, Presidenza della Repubblica Italiana. URL consultato il 19 luglio 2020.
6. ↑  Registrato alla Corte dei conti il 12 novembre 1944, registro 8 guerra, foglio 7.